# Lee Hye-In
Lee Hye-In (en coreano: 이혜인; Ulsan, 16 de enero de 1995) es una deportista surcoreana que compite en esgrima, especialista en la modalidad de espada.
Participó en dos Juegos Olímpicos de Verano en los años 2020 y 2024, obteniendo una medalla de plata en Tokio 2020 en la prueba por equipos. Ganó cuatro medallas en el Campeonato Mundial de Esgrima entre los años 2018 y 2025.

## Palmarés internacional
| Juegos Olímpicos   | Juegos Olímpicos  | Juegos Olímpicos  | Juegos Olímpicos   |
| Año                | Lugar             | Medalla           | Prueba             |
| ------------------ | ----------------- | ----------------- | ------------------ |
| 2020               | Tokio (Japón)     | Medalla de plata  | Espada por equipos |
| Campeonato Mundial |                   |                   |                    |
| Año                | Lugar             | Medalla           | Prueba             |
| 2018               | Wuxi (China)      | Medalla de plata  | Espada por equipos |
| 2022               | El Cairo (Egipto) | Medalla de oro    | Espada por equipos |
| 2023               | Milán (Italia)    | Medalla de bronce | Espada por equipos |
| 2025               | Tiflis (Georgia)  | Medalla de bronce | Espada por equipos |